# Chiesa dei Santi Filippo e Giacomo nuova (Trento)
La chiesa dei Santi Filippo e Giacomo nuova è la parrocchiale di Sardagna, frazione di Trento in Trentino. Risale al XVIII secolo.

## Storia

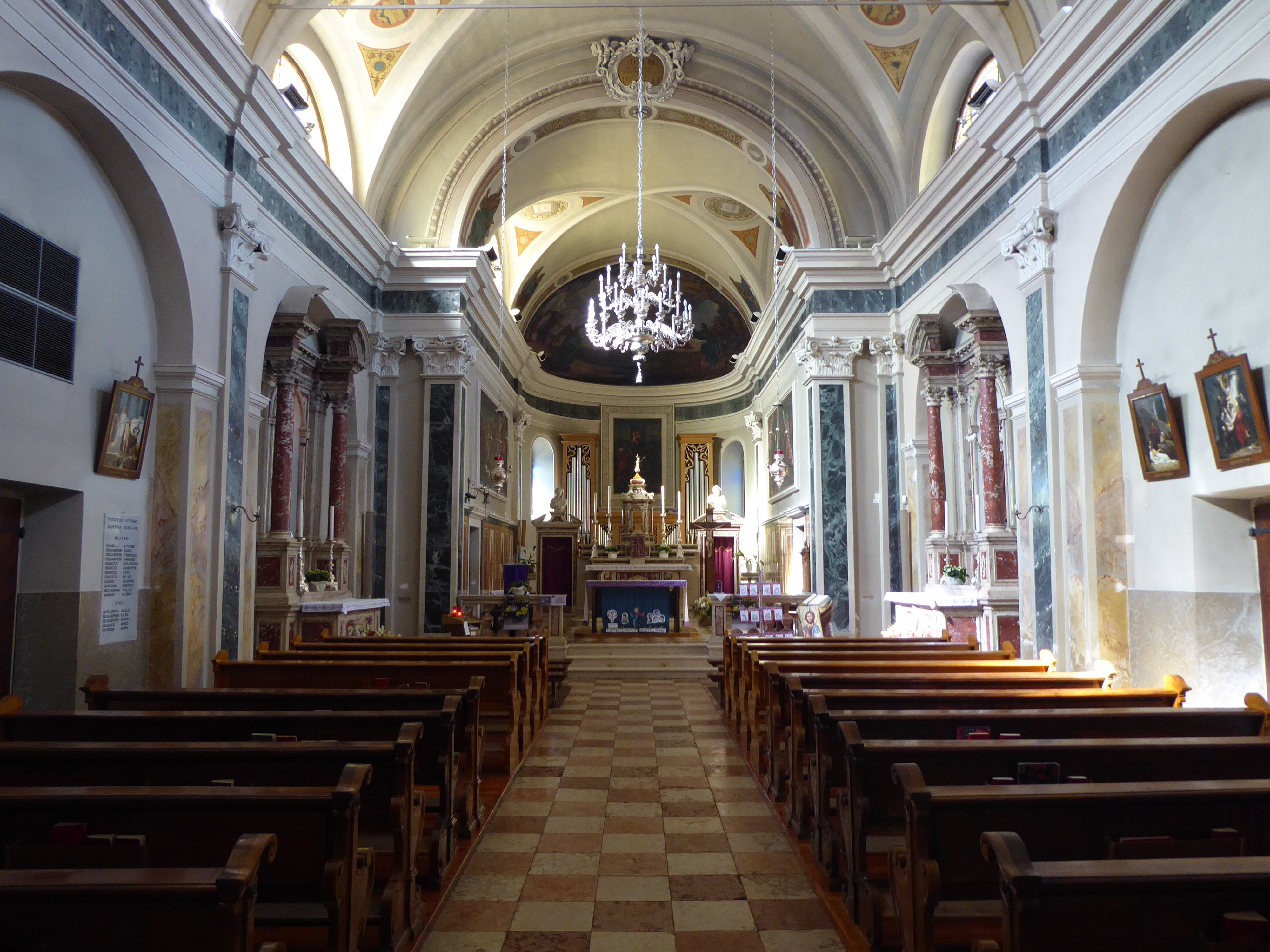
L'interno della chiesa

Sino al XVIII secolo a Sardagna la principale chiesa fu la curiaziale con identica dedicazione ai Santi Filippo e Giacomo, costruita in posizione panoramica ed accanto al camposanto. In seguito la chiesa vecchia divenne cimiteriale e sussidiaria.
Nella prima metà del XVIII secolo fu necessario pensare ad un edificio di maggiori dimensioni a causa dell'aumentato numero di fedeli nel paese, quindi fu costruito il nuovo luogo di culto, che venne solennemente consacrato nel 1742 da Gian Michele Spaur, vescovo suffraganeo.
Ebbe la concessione del fonte battesimale nel 1787. La data che riporta è 1788 perché venne sistemato nella chiesa solo allora.
Nella seconda metà del secolo successivo gli interni vennero arricchiti con stucchi realizzati da Luigi Comitti e la sala venne ampliata con l'inserimento di nuove parti presbiteriali ed absidali.
Poi venne rifatta la copertura della torre campanaria, in coppi di laterizio, quindi furono aperte due nuove finestre nell'abside.
Ottenne dignità parrocchiale nel 1910 e subito dopo fu oggetto di interventi decorativi curati da Francesco Giustiniani. Circa venti anni dopo, e sino al 1943, iniziarono nuovi lavori aventi lo scopo di migliorarne l'estetica intervenendo sulle grandi vetrate, sulle decorazioni del presbiterio e sulle scale di accesso davanti alla facciata.
A partire dal 1944 iniziò un nuovo intervento non solo estetico ma anche di restauro conservativo e di aggiornamento degli impianti. Gli ultimi lavori, come la tinteggiatura, si sono conclusi nel 1983.

## Descrizione
Costruito in stile barocco, l'edificio è a navata unica e a lato ha una torre campanaria cuspidata.
La pala presente sull'altar maggiore è una copia di quella ancora presente nella vecchia chiesa dei Santi Filippo e Giacomo. Il presbiterio conserva due grandi e pregevoli tele di Domenico Zeni del XVII secolo.